# Henri Meert

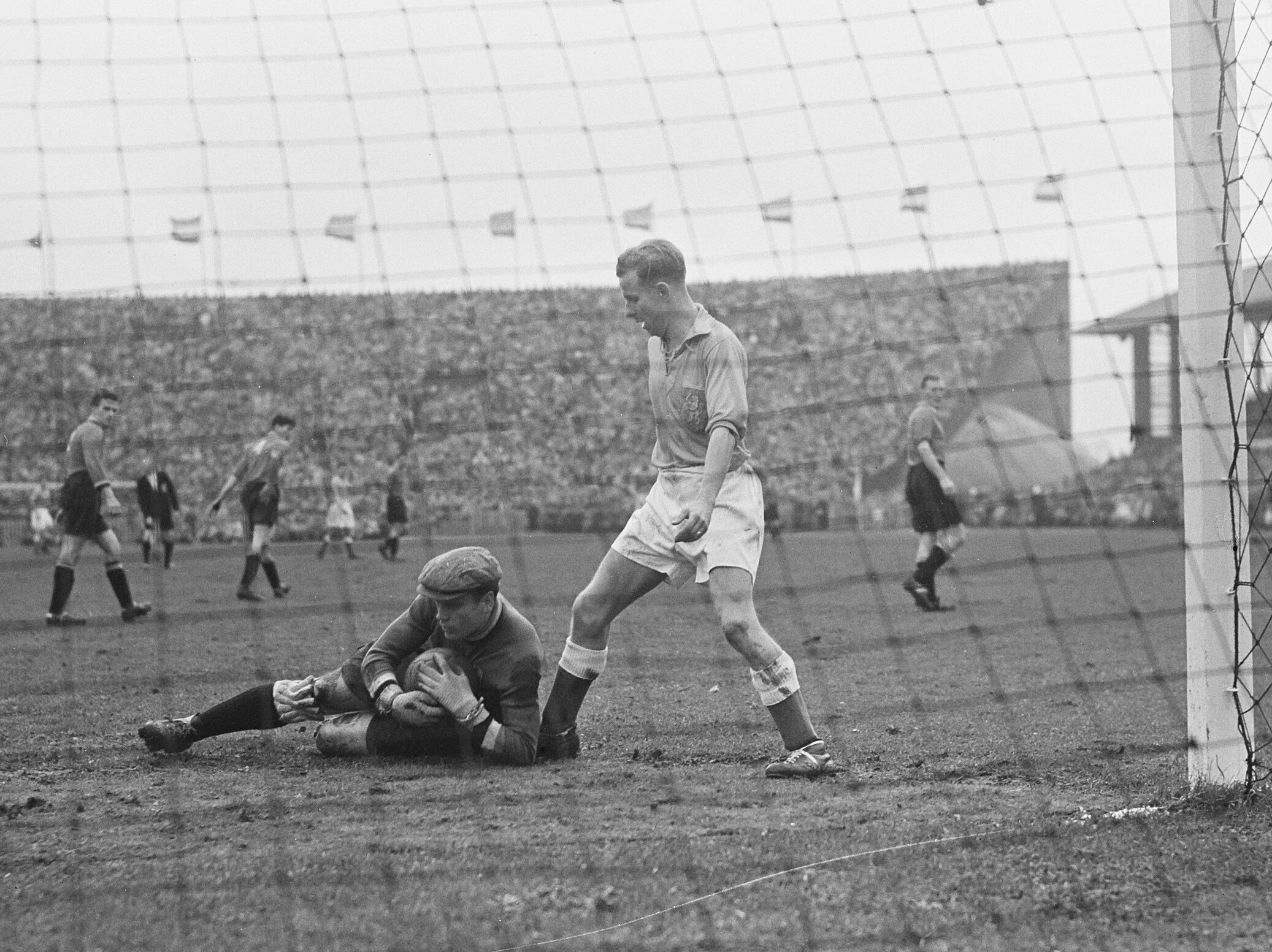
Henri Meert (1950)

Henri "Rie" Meert (Schaarbeek, 27 augustus 1920 – Anderlecht, 19 mei 2006) was een Belgische voetballer. Hij speelde als doelman.

## Loopbaan
Meert werd in 1920 geboren in een familie met 9 kinderen. Op 8-jarige leeftijd schreef hij zich in bij RSC Anderlecht. Bij de jeugd speelde hij tijdens de eerste helft van een wedstrijd in de spits. Tijdens de tweede helft ging hij in het doel staan.
Meert was vooral een goede doelman en was dus voor de rest van zijn carrière als voetballer terug te vinden in het doel van Anderlecht. Voetbal was niet het enige beroep van Henri Meert, hij was ook een professioneel kaatser. Hij speelde als kaatser bij Braine-le-Comte in 's-Gravenbrakel (Braine-le-Comte), in de eerste divisie. Volgens Meert zelf hielp het kaatsen hem bij het doelman zijn.
Meert zat 5 jaren op de bank bij Anderlecht, maar mocht in 1942 dan toch eens invallen. Meert verving de afwezige doelman Jean Mertens. Mertens kwam nog wel terug, maar speelde niet zo goed meer en dus vroeg het publiek om de jonge Henrie Rie Meert. Sindsdien was Meert de absolute nummer 1 van RSC Anderlecht. Hij speelde in totaal 18 seizoenen voor Anderlecht en werd 8 maal landskampioen met de Brusselse club. In 1960 - hij was toen 39 jaar - stopte hij met voetballen. Hij speelde 325 matchen in Eerste Klasse en maakte één doelpunt. Hij werd ook 48 keer geselecteerd voor de Belgische Nationale Ploeg en speelde daarvan 33 keer tussen 1944 en 1957.
Meert opende na zijn voetbalcarrière een café, dat aan het stadion van Anderlecht lag. Samen met zijn vrouw Lisette was hij er 23 jaar lang de baas. Meert overleed in 2006, hij was 85 jaar.
Voetballegende en ex-collega van Meert, Paul Van Himst, vond dat Henri Meert  'ne grote meneer'  was.